# Ґо (річка)
Річка Ґо (яп. 江の川, ґонокава) — річка, що протікає територією префектур Хіросіми і Сімане, в Японії. Найбільша річка регіону Тюґоку. Інколи її називають "Тюґоку таро" (中国太郎).

## Характеристика
Довжина річки Ґо становить 194 км. Її витік знаходиться у горі Аса, що знаходиться у містечку Кітахіросіма на півночі префектури Хіросіми. У районі міста Мійосі вона зливається з річками Басен, Сайдзьо і Канносе. Звідти річка Ґо проходить гірською грядою Тюґоку і впадає у Японське море у місті Ґоцу. 
До 19 століття назва річки Ґо різнилася у двох прфектурах. Мешканці Хіросіми називали її Енокава, тобто річка Е, в той час як жителі Сімане називали її Ґонокава, тобто річка Ґо. Така відмінність назв походила від різного прочитання одного і того ж ієрогліфа "江" у слові 江の川, яким позначають річку — його можна читати за "китаєзованим прочитанням" як "ґо", але можна і за "японським" як "е".
Оскільки більша частина річки протікала територією префектури Сімане, саме варіант жителів цієї префектури затвердився як офіційна назва річки.

### Основні притоки
- Річка Басен (馬洗川)
Площа басейну — 679.5 км², довжина — 39.7 км
- Річка Сайдзьо (西城川)
Площа басейну — 630.8 км², довжина — 68.7 км
- Річка Канносе (神野瀬川) 
Площа басейну — 330.3 км², довжина — 83.5 км
- Річка Ято (八戸川)
Площа басейну — 296.2 км², довжина — 36 км
- Річка Ідзуха (出羽川)
Площа басейну — 162.5 км², довжина — 36 км
- Річка Ніґорі (濁川)
Площа басейну — 92.4 км², довжина — 20.4 км

### Міста, якими протікає річка

#### Префектура Хіросіма
- Кітахіросіма
- Акітакада
- Мійосі

#### Префектура Сімане
- Місато
- Онан
- Кавамото
- Ґоцу